# 内金剛駅
内金剛駅（うちこんごうえき、ネグムガンえき、내금강역）は、現在の朝鮮民主主義人民共和国江原道金剛郡（営業当時は日本領朝鮮江原道淮陽郡）に存在した金剛山電気鉄道の駅（廃駅）である。太平洋戦争に伴う不要不急線の指定により、1944年（昭和19年）に廃止された。

## 歴史
1931年（昭和6年）7月1日の金剛山電気鉄道全線開通により営業を開始した。当時は繁忙期には朝鮮総督府鉄道からの夜行列車が運行されるなど活況を呈していた。1942年（昭和17年）の1月1日に電力統制政策に伴って営業主体が京城電気に移り、その後1944年（昭和19年）10月1日に廃止された。
太平洋戦争終戦後から朝鮮戦争までの間、一時北朝鮮の手によって運行されていた時期がある。